# Centrala militärkommissionen

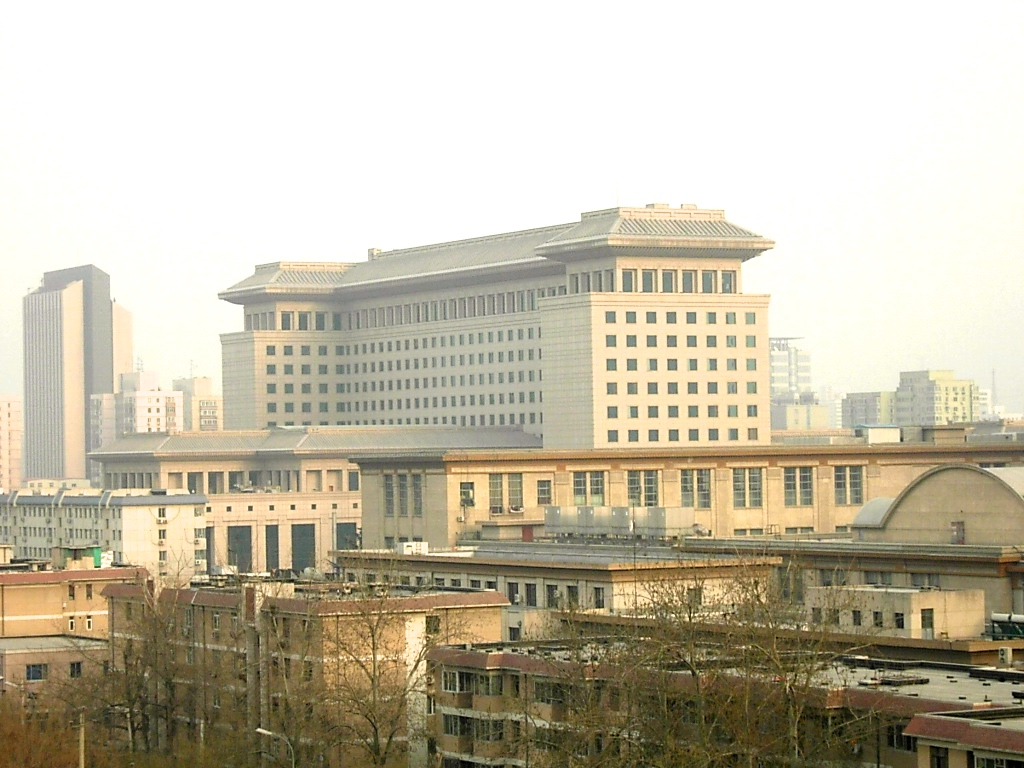
Centrala militärkommissionen är inhyst i det kinesiska försvarsministeriets byggnad, "1 augusti-byggnaden".

Centrala militärkommissionen är ett samlingsnamn på två organ som tillsammans för befäl över Folkets befrielsearmé, dels Folkrepubliken Kinas Centrala militärkommission och dels det Kinesiska kommunistpartiets centrala militärkommission.
Nationella Folkkongressens stående utskott har tillsyn över den statliga militärkommissionen, som har samma rang som Statsrådet och formellt har befälet över Folkets befrielsearmé och Folkets beväpnade polis. Ordföranden för den statliga militärkommissionen utses av Folkkongressen och han är också landets överbefälhavare.
I realiteten är det dock kommunistpartiets militärkommission som har den verkliga makten över försvaret och båda kommissionerna har ofta samma ledamöter. För närvarande är det Xi Jinping som är ordförande i partiets militärkommission.

## Historia och förebilder
Kommunistpartiets militärkommission har sitt ursprung och förebild i den sovjetiska arméorganisationen, där ett Revolutionärt militärråd (Revvojensovjet) övervakade den Röda armén åren 1918-1934.
I Kina har militärkommissionen existerat i olika former och under olika namn sedan 1925. Kuomintang hade också en central militärkommission för den Nationella revolutionära armén från arméns grundande 1924 till dess ombildning 1946.
Efter Folkrepubliken Kinas grundande 1949 upprättades en statlig motsvarighet, vilket stadfästes både i 1954 års och 1982 års konstitutioner. Under kulturrevolutionen upphörde militärkommissionen att fungera och efter Mao Zedongs död 1976 genomförde Deng Xiaoping en omorganisering av kommissionen.
Även i Nordkorea finns en liknande kommission, den så kallade Nationella försvarskommissionen.

## Kommandostruktur
Till skillnad från i de flesta andra länder så är den centrala militärkommissionen inte ett vanligt ministerium och den statliga militärkommissionen har samma formella rang som Statsrådet. Försvarsministeriet utövar ingen självständig befälsmakt över landets väpnade styrkor, utan har främst ansvar för representativa funktioner i landets utrikes förbindelser.
Under militärkommissionen lyder de fyra högkvarteren (generalstaben, den allmänna politiska avdelningen, den allmänna logistiska avdelningen och avdelningen för krigsutrustning), de tre vapenslagen och de sju militärregionerna.
Militärkommissionen sammanträder ett tiotal gånger per år ofta i närhet till andra viktiga partimöten som partikongressen, plena i centralkommittén eller politbyråmöten.

## Kommissionens sammansättning
Partiets militärkommission valdes av Centralkommittén i Kinas kommunistiska parti i oktober 2022, medan den statliga militärkommissionen  bekräftades på Nationella folkkongressens sammanträde i mars 2023:
Ordförande
- Xi Jinping: generalsekreterare i Kinas kommunistiska parti och Folkrepubliken Kinas president.

Vice ordförande
- General Zhang Youxia: ledamot i den tjugonde politbyrån i Kinas kommunistiska parti;
- General He Weidong: ledamot i politbyrån.

Ledamöter
- General Li Shangfu: statsråd och försvarsminister;
- General Liu Zhenli: generalstabschef;
- Amiral Miao Hua: chef för avdelningen för politiskt arbete;
- General Zhang Shengmin: sekreterare för kommissionen för disciplininspektion.